# Ensemble Six
Das Ensemble Six ist ein 1992 ursprünglich unter dem Namen MundHarmoniker gegründetes Sextett aus fünf Männerstimmen und einem Klavier, das vor allem durch seine Interpretationen der Arrangements der Comedian Harmonists bekannt geworden ist.

## Geschichte
Ihren ersten Auftritt absolvierte das Ensemble im Münchner Circus Roncalli im Jahre 1992. Seitdem ist die Gruppe regelmäßig auf Tour und hat nicht nur das Publikum von renommierten Häusern wie der Alten Oper Frankfurt, das Leipziger Gewandhaus und die Dresdner Semperoper erreicht, sondern hat durch seine CD-Einspielungen auch ein internationales Publikum erreicht.

## Programm
Obwohl das Ensemble Six vor allem durch seine Interpretationen der Arrangements der Comedian Harmonists bekannt geworden ist, umfasst das Programm auch Stücke der Humoresk Melodios, Spree Revellers, Fidelios und anderer. So bezieht das Ensemble seine Bedeutung auch aus der Pflege dieser Musik.

## Musiker

### Rüdiger Ballhorn – erster Tenor
Rüdiger Ballhorn arbeitete nach erfolgreich abgeschlossenem Gesangsstudium als Konzert- und Opernsänger mit Auftritten im Théâtre des Champs-Élysées in Paris oder beim Festival d’art lyrique Aix-en-Provence, wo er mit dem Preis der Akademie des Festivals für seine Interpretation barocker Vokalmusik ausgezeichnet wurde.

### Andreas Wellen – zweiter Tenor
Andreas Wellen studierte Musik in den Fächern Gesang und Gitarre sowie Philosophie in Bonn und Freie Kunst an der Düsseldorfer Kunstakademie.

### André Neppel – dritter Tenor
André Neppel interpretierte als Mitglied verschiedener Gesangsensembles sowohl Klassik als auch Pop-Musik-Stile. André Neppel hat sich neben seiner Arbeit beim Ensemble Six vor allem auch durch seine Interpretation von Travestierollen der venezianischen Operntradition (von Monteverdi bis hin zu Cavalli) einen Namen gemacht.

### Karsten Lehl – Bariton
Karsten Lehl ist seit 1990 Mitglied des Krefelder: „Theaters am Marienplatz“, wo er vor allem modernes Musiktheater spielte. Einem großen Publikum wurde er insbesondere durch seine schauspielerische Arbeit bei der Fernsehproduktion „Bestiarium“ bekannt.

### Stefan Gabriel – Bass
Aufgewachsen in der Schweiz, absolvierte er zunächst eine Ausbildung als Primarlehrer. Gesangsstudien in Zürich und Lausanne und später in Köln und München führten ihn Mitte 2007 zu "ensemble six".

### Ehemalige Musiker
- Holger Müller, Bass bis 2007

## Veröffentlichungen (Auswahl)
- 1997 – Die MundHarmoniker singen – Tasten, Terzen und Tragödien, Wiener Bohème Verlag GmbH
- 1999 – Frauen, Liebe und Leben[3]
- 2000 – Die MundHarmoniker singen Comedian Harmonists
- 2003 – Ensemble Six singt Comedian Harmonists
- 2004 – Zieh’ dich wieder an, wir gehn ins Bett
- 2012 – Küss mich